# قمطولية
القُمْطولِية (الاسم العلمي: Comatulidae)، فصيلة حيوانات بحرية من زنابق البحر. منذ عام 2015، حلت محل فصيلة Comasteridae.